# جک اینسکو
جک اینسکو (انگلیسی: Jack Ainscough؛ زادهٔ) بازیکن فوتبال اهل بریتانیا است.
از باشگاه‌هایی که در آن بازی کرده‌است می‌توان به باشگاه فوتبال فلیتوود و باشگاه فوتبال بلکپول اشاره کرد.